# Stanislaw Sergejewitsch Michejew
Stanislaw Sergejewitsch Michejew (russisch Станислав Сергеевич Михеев; * 21. Mai 1989 in Borissowo, Oblast Moskau) ist ein russischer Rennrodler.
Michejew lebt in Dmitrow und rodelt seit 2006. Seit dem Jahr ist der Sportlehrer auch Mitglied des russischen Nationalteams. Er ist seit der Saison 2007/2008 Partner von Michail Kusmitsch im Doppelsitzer. Beim Weltcup-Auftakt in Lake Placid gelang ihnen mit dem 10. Rang eine Platzierung unter den Top 10. Dieselbe Platzierung erreichte das Doppel auch am Königssee. Abgesehen von einem Rennen in Sigulda, das sie wegen eines Sturzes nicht beendeten, kamen sie in allen Rennen der Saison auf Ränge unter den besten 15 und wurden am Ende 13. der Gesamtwertung. Bei der Rennrodel-EM 2008 in Cesana Torinese wie auch bei der WM in Oberhof kam das Doppel auf den achten Platz, im Teamwettbewerb kamen sie bei der EM auf Rang fünf, bei der WM verpassten sie als Vierte knapp eine Medaille. Die Rennrodel-Weltmeisterschaften 2009 in Lake Placid beendeten sie als Elfte, die Rennrodel-Europameisterschaften 2010 in Sigulda als Sechstplatzierte. Bei den Olympischen Winterspielen 2010 in Whistler kamen sie auf den 14. Platz.